# Lucyna Paczuska

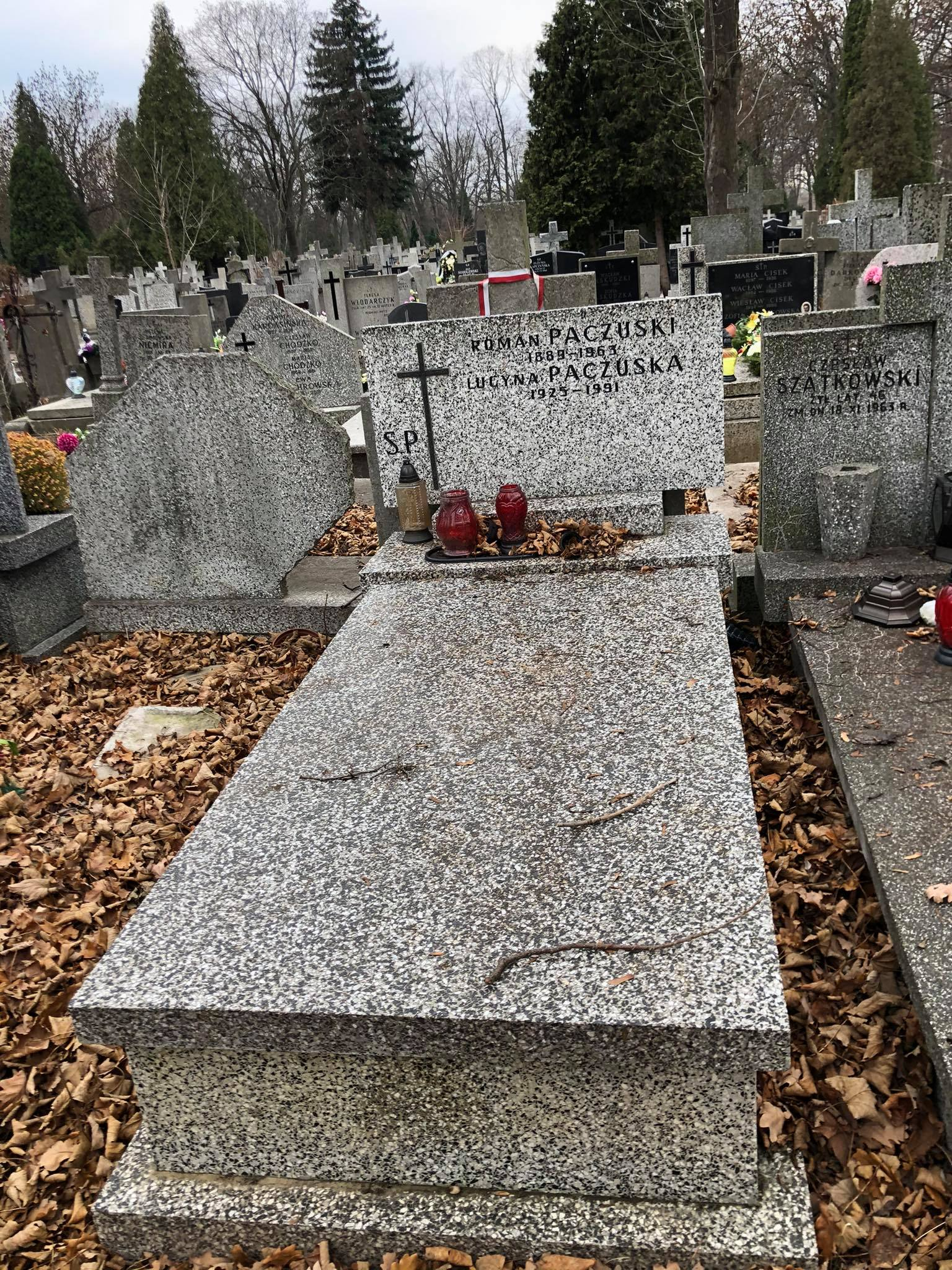
Grób Lucyny Marty Paczuskiej na cmentarzu Bródnowskim

Lucyna Marta Paczuska (ur. 23 kwietnia 1925 w Warszawie, zm. 26 sierpnia 1991 tamże) – polska aktorka i tancerka.

## Życiorys
Początkowo tańczyła w balecie Feliksa Parnella, a następnie w Ludowym Teatrze Muzycznym. W późniejszym czasie występowała w Teatrze Estrada. Od 1955 należała do trupy aktorskiej Teatru Syrena (gościnnie występowała tam od 1950), w którym grała w przedstawieniach, widowiskach muzycznych i satyryczno-kabaretowych.
Zmarła nagle 26 sierpnia 1991 w wieku 66 lat, pochowana na cmentarzu Bródnowskim (kw. 6N-III-25).